# اس‌اس ژرمنی
اس‌اس ژرمنی (به آلمانی: Germanische SS) نام جمعی بود که به سازمان‌های شبه‌نظامی و حزب‌های سیاسی تأسیس شده تحت نظارت اس‌اس در مناطقی از اروپای تحت اشغال آلمان میان سال‌های ۱۹۳۹ و ۱۹۴۵ گفته می‌شود. این واحدها از آلگماینه اس‌اس در آلمان نازی الگو گرفته و در بلژیک، دانمارک، هلند و نروژ، که جمعیتشان از دیدگاه ایدئولوژی نژادی نازی «بسیار مناسب» تلقی می‌شد، مستقر شدند. آن‌ها معمولاً به عنوان پلیس امنیت محلی به پشتیبانی از بخش‌های آلمانی گشتاپو، اس دی و سایر بخش‌های اداره اصلی امنیت رایش می‌پرداختند.

## سازمان‌های اس‌اس ژرمنی

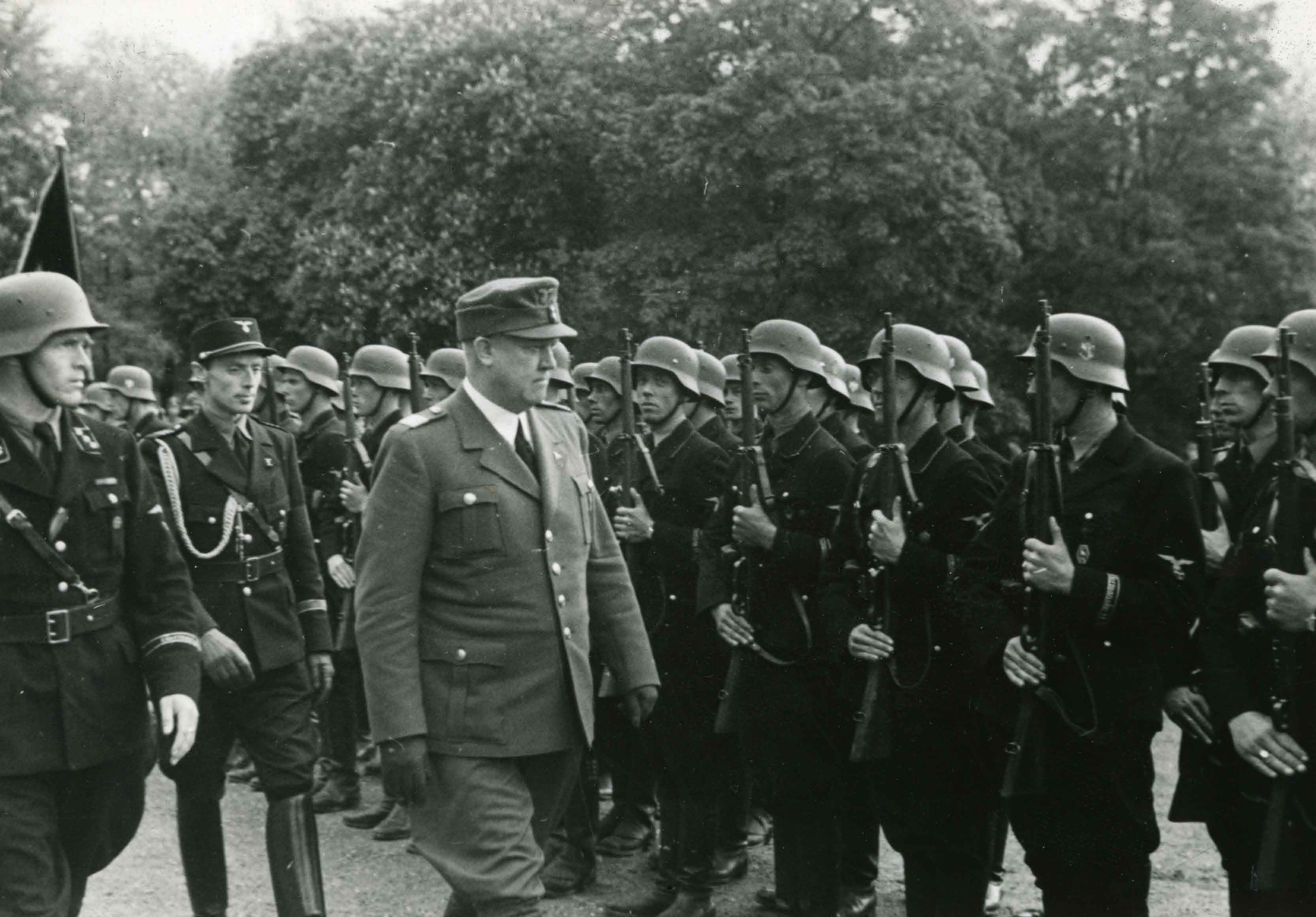
ویدکون کیسلینگ در حال سان دیدن از Germanske SS Norge در میدان کاخ در اسلو

کشورهای زیر دارای تشکیلات فعال اس‌اس ژرمنی بودند:
- دانمارک: لشکر شالبورگ، اس‌اس ژرمنی دانمارکی، در ۲ فوریه ۱۹۴۳ تشکیل شد. در ۳۰ مارس به لشکر شالبورگ تغییر نام داد و سورن کام فرمانده آن در تابستان ۱۹۴۳ شد.[۱]
- فلاندر (بلژیک): آلگمینه اس‌اس فلاندرن (Algemeene SS Vlaanderen) که در سال ۱۹۴۲ به Vlaanderen به SS Germaansche تغییر نام داد، یکی از نخستین تشکیلات همدست بود که بخشی از اس‌اس ژرمنی شد. این گروه به عنوان تشکیلاتی شبه‌نظامی سیاسی تحت رهبری رنه لاگرو و وارد هرمانس ایجاد شد. از سال ۱۹۴۳ به جناح سیاسی رادیکال DeVlag پیوست. به‌طور غیررسمی، هیملر می‌خواست از این سازمان برای نفوذ به بلژیک اشغالی، که تحت کنترل یک فرمانداری نظامی توسط ارتش آلمان اداره می‌شد، بهره گیرد.[۲] اعضای SS-Vlaanderen همچنین برای کار در واحدهای ضدیهودی سرویس‌های امنیتی آلمان، و نیز به عنوان کارکنان کمکی و نگهبان در دژ بریندونک مورد استفاده قرار گرفتند.[۳]
- هلند: Nederlandsche SS، در سال ۱۹۴۲ به «اس‌اس ژرمنی در هلند» تغییر نام داد.
- نروژ: Norges SS، که به Germanske SS Norge تغییر نام داد، سازمانی شبه‌نظامی بود که در ژوئیه ۱۹۴۲ در نروژ تأسیس شد. GSSN در همان حین یک شعبه نروژی از اس‌اس ژرمنی بود، و یک سازمان فرعی از اتحادیه ملی به رهبری کیسلینگ به‌شمار می‌رفت. رهبر سازمان یوناس لی و نفر دوم فرماندهی اسور ریزناس بود. تعداد اعضای گروه در سال ۱۹۴۴ به حداکثر ۱۳۰۰ نفر رسید. بخش عمده ای از اعضای پلیس استخدام شدند و حدود نیمی از آن‌ها در جریان اشغال اتحاد جماهیر شوروی خدمت می‌کردند.[۴][۵]

سازمانی زیرزمینی نازی نیز با عنوان Germanische SS Schweiz در سوئیس فعالیت داشت. این سازمان اعضای بسیار اندکی داشت.